# Alex Montgomery

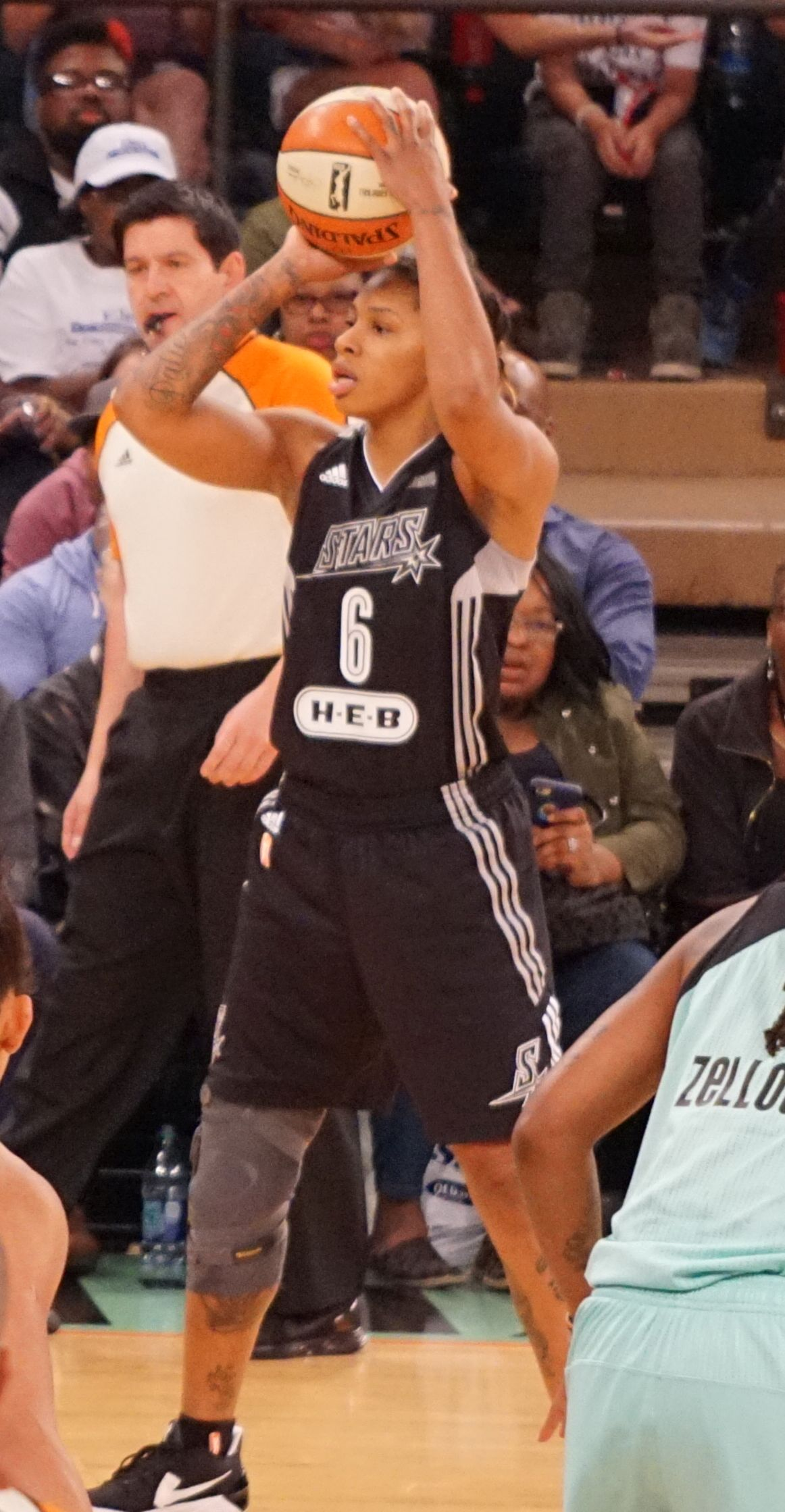
Imagem de Alex Montgomery.

Alexandria Rochell "Alex" Montgomery (Tacoma, 12 de novembro de 1988) é uma jogadora norte-americana de basquete. Joga atualmente no San Antonio Stars, equipe da WNBA. Ela entrou na liga através do draft de 2011.